# 卡梅伦·克龙比
卡梅伦·克龙比（英語：Cameron Crombie，1986年2月14日—），澳大利亚男子田径运动员。他曾代表澳大利亚参加2018年英联邦运动会田径比赛，获得男子铅球F38级金牌。